# 杨文清 (驻外武官)
杨文清，中国人民解放军军人、驻外武官。2021年起，任驻日本海军武官（海军大校衔）。
此前，驻日国防武官兼任海军武官，这是首次单独分设海军武官一职。